# Ein starkes Team: Im Zwielicht
Im Zwielicht ist ein deutscher Fernsehfilm von Ulrich Zrenner aus dem Jahr 2010. Es handelt sich um die 46. Folge der Krimiserie Ein starkes Team mit Maja Maranow und Florian Martens in den Hauptrollen.

## Handlung
Verena Berthold und Otto Garber müssen gemeinsam mit ihren Kollegen den Mord an dem Musikproduzenten Steinbach aufklären, der in seinem eigenen Studio erschossen worden ist. Das Team vermutet schnell dessen zwielichtigen Partner Frank König dahinter. Doch König hat sich ein gutes Alibi verschafft und wird deshalb durch einen Richter freigesprochen. Reddemanns Team setzt alles daran, dass der Fall durch den Staatsanwalt neu aufgerollt wird. Das misslingt und nun erfahren Berthold und Garber, wie abgebrüht König ist, denn er rächt sich an seiner Freundin und Firmenpartnerin Patricia Roth, die mit der Polizei zusammenarbeitet, seit König sich eine jüngere Freundin zugelegt hat. Außerdem erfahren sie, dass der Richter Koks konsumiert und er mit König befreundet ist, was der wahre Grund für dessen Freispruch sein dürfte. Kurzerhand nehmen sie den Richter wegen Rechtsbeugung fest. Fatalerweise ist der interne Drogentest negativ, doch stellt sich später heraus, dass seine Beziehungen bis zum Labor reichen und seine Proben somit manipuliert wurden.
Patricia Roth zieht inzwischen ihre Aussage zurück, die Frank König entlastet hat. Doch als Berthold und Garber König festnehmen wollen, finden sie ihn erschlagen in seinem Büro. Garber verdächtigt zunächst den Richter, König jetzt zum Schweigen gebracht zu haben, doch die Analyse der letzten Telefonate des Opfers führen zu Staatsanwalt Böhringer. Dessen Tochter war überraschenderweise die neue Freundin von König. Doch auch damit liegen die Ermittler falsch. Patricia Roth hat ihre Chance genutzt, um das Musikstudio allein zu übernehmen und nicht von König ausgebootet zu werden, was sie massiv befürchten musste.

## Hintergrund
Der Film wurde in Berlin und im Berliner Umland gedreht und am 24. April 2010 um 20:15 Uhr im ZDF erstausgestrahlt.
Sputnik, dessen Rolle als Geschäftsmann in der Serie als ein Running Gag angelegt ist, arbeitet diesmal als Salemanager.

## Kritik
Rainer Tittelbach von tittelbach.tv urteilte: „‚Im Zwielicht‘ [ist ein handlungsintensiver Fall und sorgt] für kurzweilige Feierabendunterhaltung. Das rituelle Spiel der Kommissare zwischen Fall und Privatleben, mal von der Obrigkeit ausgebremst, mal frech und selbstbewusst auf Konfrontationskurs, weckt Neugier und macht Laune. Erfindet das Genre nicht neu. Erwartet auch keiner!“
Bei quotenmeter.de wertete Julian Miller: „‚Ein starkes Team: Im Zwielicht‘ von Regisseur Ulrich Zrenner ein guter, stellenweise sogar sehr guter Krimi, der allerdings mit einigen Glaubwürdigkeitsdefiziten zu kämpfen hat.“ Aber „sämtliche Szenen, in denen Dinge wie Amtsmissbrauch, Kunst versus Kommerzialismus und Abgründe im deutschen Justizsystem thematisiert werden, funktionieren blendend.“
Die Kritiker der Fernsehzeitschrift TV Spielfilm vergaben eine mittlere Wertung (Daumen zur Seite) und befanden: „Schlappe Beats, maue Witze und Kommissar Zufall halten den Ball flach.“ Als Fazit zogen sie „Wirklich stark ist die Berlinmucke nicht“.
Tilmann P. Gangloff schrieb für Kino.de: „Die Qualität von Buch und Regie zeigt sich nicht zuletzt an der harmonischen Einbettung der horizontalen Erzählebene, Ottos Suche nach einer eigenen Wohnung; allerdings wäre es extrem schade, wenn er tatsächlich bei seiner Kollegin Verena ausziehen müsste, weil die entsprechenden Konflikte ganz erheblich zum humoristischen Potenzial der Filme beitragen. Aber als letzter offen praktizierender Raucher im deutschen Fernsehen genießt Otto Garber ja ohnehin fast schon Artenschutz.“